# تری‌سلنید آنتیموان
تری‌سلنید آنتیموان (به انگلیسی: Antimony triselenide) با فرمول شیمیایی Sb۲Se۳ یک ترکیب شیمیایی با شناسه پاب‌کم ۶۳۹۱۶۶۲ است. که جرم مولی آن ۴۸۰٫۴ g/mol می‌باشد. شکل ظاهری این ترکیب، بلورهای بدون بو سبز و زرد است.